# December 1936
| Deze maand                                                                                         |
| -------------------------------------------------------------------------------------------------- |
| - Troonsafstand Edward VIII - Tsjang Kai-Sjek gevangen gehouden - Cubaanse president Gómez afgezet |

De volgende gebeurtenissen speelden zich af in december 1936. 
- 1[1] - Op de universiteit van Warschau ontstaan rellen nadat nationaalsocialistische studenten eisen dat Joodse studenten speciale plaatsen in de collegezalen innemen.
- 1 - Frankrijk verstrekt Polen een krediet van 2,5 miljard franc ten behoeve van de Poolse bewapening.
- 1 - President Franklin Delano Roosevelt spreekt het Pan-Amerikaans Congres in Buenos Aires toe. Hij stelt dat onderling vertrouwen van de Amerikaanse landen een oorlog kan voorkomen, niet alleen in Amerika zelf, maar mogelijk ook in Europa.
- 1 - De Hitlerjugend gaat zich uitstrekken over de gehele Duitse jeugd.
- 3[1] - De Italiaanse troepen bezetten de Ethiopische stad Gore.
- 3 - De Belgische Kamer stemt in met de militaire plannen van de regering-Van Zeeland.
- 4[1] - De Britse premier Stanley Baldwin stelt niet bereid te zijn de speciale wetgeving in te voeren die nodig is om een morganatisch huwelijk van koning Edward VIII met Wallis Simpson mogelijk te maken.
- 5[1] - De Roemeense minister van buitenlandse zaken Victor Antonescu bezoekt Warschau.
- 6[1] - Frankrijk garandeert steun aan het Verenigd Koninkrijk en België in geval deze worden aangevallen door een vreemde mogendheid.
- 6 - In Frankrijk overleeft de regering van Léon Blum een vertrouwensstemming nadat hij niet tegemoet is gekomen aan de wens van de communisten om de Republikeinen te hulp te schieten in de Spaanse Burgeroorlog.
- 8 - In Nederland wordt een wetsontwerp ingediend om de smokkel van alcohol tegen te gaan.
- 9[1] - In Griekenland wordt een aantal politici en militairen gearresteerd na een poging tot staatsgreep. Er wordt een verzwaarde censuur ingevoerd.
- 9 - De Lijster, een vliegtuig van de KLM, verongelukt nabij Croydon. 15 van de 17 inzittenden komen om. Zie: Crash van de Lijster
- 10 - De Britse koning Edward III doet troonsafstand ten gunste van zijn broer Albert, om te kunnen trouwen met Wallis Simpson.
- 11[1] - De Nederlandse Prix de Rome wordt gewonnen door Wessel Couzijn.
- 11[1] - 39 personen, waaronder Thomas Mann, verliezen de Duitse nationaliteit. Hun bezittingen worden verbeurd verklaard.
- 12 - Albert, hertog van York wordt uitgeroepen tot koning van het Verenigd Koninkrijk. Hij neemt de naam George VI aan. Ex-koning Edward VIII wordt benoemd tot hertog van Windsor.
- 12 - De Moerdijkbrug over het Hollandsch Diep wordt geopend voor het verkeer.
- 12 - De Chinese maarschalk Tsjang Hsu-Liang, uitgezonden om de communisten te bestrijden, sluit zich bij hen aan en komt in opstand. Hij neemt president Tsjang Kai-Sjek gevangen. Hij eist onder meer een oorlogsverklaring aan Japan en gedeeltelijke invoering van communistische principes.
- 14[1] - In België is de opening of uitbreiding van warenhuizen tot 1 maart 1937 verboden.
- 14 - David Frankfurter wordt voor zijn aanslag op Wilhelm Gustloff tot achttien jaar gevangenisstraf en een aansluitende levenslange uitwijzing uit Zwitserland veroordeeld.
- 16[1] - In Nederland wordt een wetsvoorstel ingediend om de dienstplicht te verlengen.
- 16[1] - De Ierse Dáil Éireann stemt in met een nieuwe grondwet. Het ambt van gouverneur-generaal wordt afgeschaft en de functies van de (Britse) koning worden beperkt.
- 16 - In België wordt een wet ingediend betreffende de tweetaligheid van het leger. Officieren dienen zowel Nederlands als Frans te kunnen spreken, en er komen uiterlijk 1938 afzonderlijke Vlaamse en Waalse regimenten.
- 17[1] - In Cuba wordt een nieuwe, liberale grondwet door het parlement goedgekeurd.
- 17[1] - In Buenos Aires wordt het Pan-Amerikaans Pact ondertekend. Het voorziet in algemeen overleg tot vreedzame oplossing van oorlogen of dreigende oorlogen die het Amerikaanse continent betreffen.
- 17 - Giuseppe Motta wordt gekozen tot bondspresident van Zwitserland voor het jaar 1937.
- 18[1] - De Prix Goncourt wordt toegekend aan Maxence van der Meersch voor zijn roman Empreinte de Dieu.
- 19[1] - De Britse minister van buitenlandse zaken Anthony Eden verklaart dat het Verenigd Koninkrijk niet bereid is de Italiaanse annexatie van Abessynië de jure te erkennen.
- 19 - Prinses Juliana en prins Bernhard gaan in ondertrouw.
- 19 - Ras Imru, de leider van de laatste belangrijke anti-Italiaanse troepen in westelijk Abessynië, geeft zich over.
- 20[1] - Trotski krijgt toestemming zich in Mexico te vestigen, onder voorwaarde dat hij zich politiek afzijdig houdt.
- 21 - Hanns Kerrl verklaart in zijn kersttoespraak dat wat vroeger Jezus voor de mensheid betekende, nu Adolf Hitler voor Duitsland is. Zijn uitingen veroorzaken opschudding in kerkelijke kringen.
- 23 - President Miguel Mariano Gómez van Cuba wordt afgezet door de senaat nadat hij weigert de suikerbelastingwet te ondertekenen. Vicepresident Federico Laredo Brú volgt hem op.
- 25 - President Tsjang-Kai Sjek van China wordt vrijgelaten. Hij en maarschalk Tsjang-Hsu Liang, die hem gevangen hield, verklaren hun conflict te hebben bijgelegd.
- 25 - De gezamenlijke Belgische bisschoppen waarschuwen in een herderlijk schrijven voor het communisme.
- 28[1] - In Palestina wordt een nieuw wetboek van strafrecht van kracht. Niet meer het islamitisch recht maar het Britse geldt als basis.
- 29[1] - Martin Niemöller verklaart te weigeren samen te werken met de nationaalsocialistische Rijkskerkcommissie.
- 29[1] - Het Berliner Tageblatt en de Frankfurter Zeitung worden onder staatscontrole gebracht.
- 29 - Frankrijk besluit de strafkolonie in Frans Guyana, Duivelseiland af te schaffen.
- 30[1] - In Duitsland hebben mannen tussen 18 en 45 jaar toestemming van de militaire autoriteiten nodig om een paspoort te verkrijgen.
- 30[1] - In Duitsland kunnen gespecialiseerde arbeiders, die vrijgesteld zijn van dienstplicht, bij een mobilisatie worden opgeroepen.
- 30[1] - Zwitserland, België en Bulgarije erkennen de Italiaanse annexatie van Abessynië.
- 31 - In Mantsjoekwo worden alle klokken 1 uur vooruit gezet om over te gaan op de Japanse Standaardtijd.

en verder:
- Luxemburg verzoekt België en Frankrijk om hulp om zijn neutraliteit te garanderen.
- Duitsland en Zwitserland versterken zich militair langs hun wederzijdse grens.
- Turkije roept de hulp van de Volkenbond in betreffende de behandeling van Turken bij rellen in Alexandretta (in het door Frankrijk bestuurde Syrië)
- In de Poolse pers wordt geklaagd over de behandeling van de Poolse minderheid in Litouwen.

<< · januari · februari · maart · april · mei · juni · juli · augustus · september · oktober · november · december · >>